# Kahan, Putîvl
Kahan (în ucraineană Кагань) este un sat în comuna Strilnîkî din raionul Putîvl, regiunea Sumî, Ucraina.

## Demografie
Componența lingvistică a localității Kahan
     Ucraineană (83,72%)
     Rusă (16,28%)
Conform recensământului din 2001, majoritatea populației localității Kahan era vorbitoare de ucraineană (83,72%), existând în minoritate și vorbitori de rusă (16,28%).